# フロリダ・メイヘム
「フロリダ・メイヘム（Florida Mayhem）」は、アメリカ合衆国・フロリダ州・マイアミ市とオーランド市を本拠地とする『オーバーウォッチ（Overwatch）』eスポーツチームである。「オーバーウォッチ・リーグ（Overwatch League / OWL）」所属。チーム名の「メイヘム（Mayhem）」は、「大騒ぎ」の意味である。